# 曼西当
曼西当（葡萄牙語：Mansidão）是巴西巴伊亚州的一个市镇。总面积3142.825平方公里，总人口11597人，人口密度3.7人/平方公里。